# Clubiona maritima
Clubiona maritima är en spindelart som beskrevs av Ludwig Carl Christian Koch 1867. Clubiona maritima ingår i släktet Clubiona och familjen säckspindlar. Inga underarter finns listade i Catalogue of Life.